# Jatropha thyrsantha
Jatropha thyrsantha är en törelväxtart som beskrevs av Ferdinand Albin Pax och Käthe Hoffmann. Jatropha thyrsantha ingår i släktet Jatropha och familjen törelväxter.
Artens utbredningsområde är Bolivia. Inga underarter finns listade i Catalogue of Life.